# Incontro con Angelo Branduardi
Incontro con Angelo Branduardi è la prima raccolta di brani di Angelo Branduardi, tratti dai primi due album (Angelo Branduardi e La luna) dell'omonimo artista.

## Tracce
1. Re di speranza
2. Ch'io sia la fascia
3. Lentamente
4. Storia di mio figlio
5. Il regno millenario
6. La luna
7. Tanti anni fa
8. Confessioni di un malandrino
9. Gli alberi sono alti
10. Notturno

Le tracce relative all'album La luna sono le incisioni della versione originale del 1975.